# Fred Zero Quatro
Fred Rodrigues Montenegro, més conegut pel seu nom artístic Fred Zero Quatro (nascut a Jaboatão dos Guararapes, Pernambuco, l'11 de juliol de 1965), és el líder, cantant, guitarrista i cavaquinista de la banda brasilera Mundo Livre S/A. És el coautor, juntament amb DJ Renato L, del manifest Mangue Bit, Caranguejos Com Cérebros («Crancs amb cervells»). Té una llicenciatura en periodisme. Va prendre el seu nom artístic («04») en referència als dos últims dígits del seu document d'identitat.